# Жовтеньвугілля
ДХК «Жовтеньвугілля». Включає 7 шахт, які видобувають енергетичне вугілля. Загальний фактичний видобуток 1343000 т (2001). 
Адреса: 86300, вул. Шахтарська, 39, м.Кіровське, Донецька обл.

## Підприємства
- ДВАТ «Шахта «Світанок»
- ДВАТ «Шахта «Зуївська»
- ДВАТ «Шахта ім. 60-річчя Великої Жовтневої соціалістичної революції»
- ДВАТ «Шахта «Іловайська»
- ВАТ «Шахта «Комуніст»
- ДВАТ «Шахта «Жданівська»
- ДВАТ «Шахтоуправління «Кіровське»